# Mesothea oporaria
Mesothea oporaria är en fjärilsart som beskrevs av Philipp Christoph Zeller 1872. Mesothea oporaria ingår i släktet Mesothea och familjen mätare. Inga underarter finns listade i Catalogue of Life.